# كيكيانو
كيكيانو، (بالإنجليزية: Cicciano)‏، هي (بلدية) في مدينة نابولي متروبوليتان في كامبانيا الإيطالية، وتقع على بعد حوالي 30 كم شمال شرق نابولي.

## السكان
في سنة 1861 بلغ عدد السكان 3٬789 نسمة، وتطور العدد ليصل في سنة 2011 لـ 12٬698 نسمة.
يظهر هذا المخطط البياني تطور النمو السكاني لـ كيكيانو